# Fairmount Park

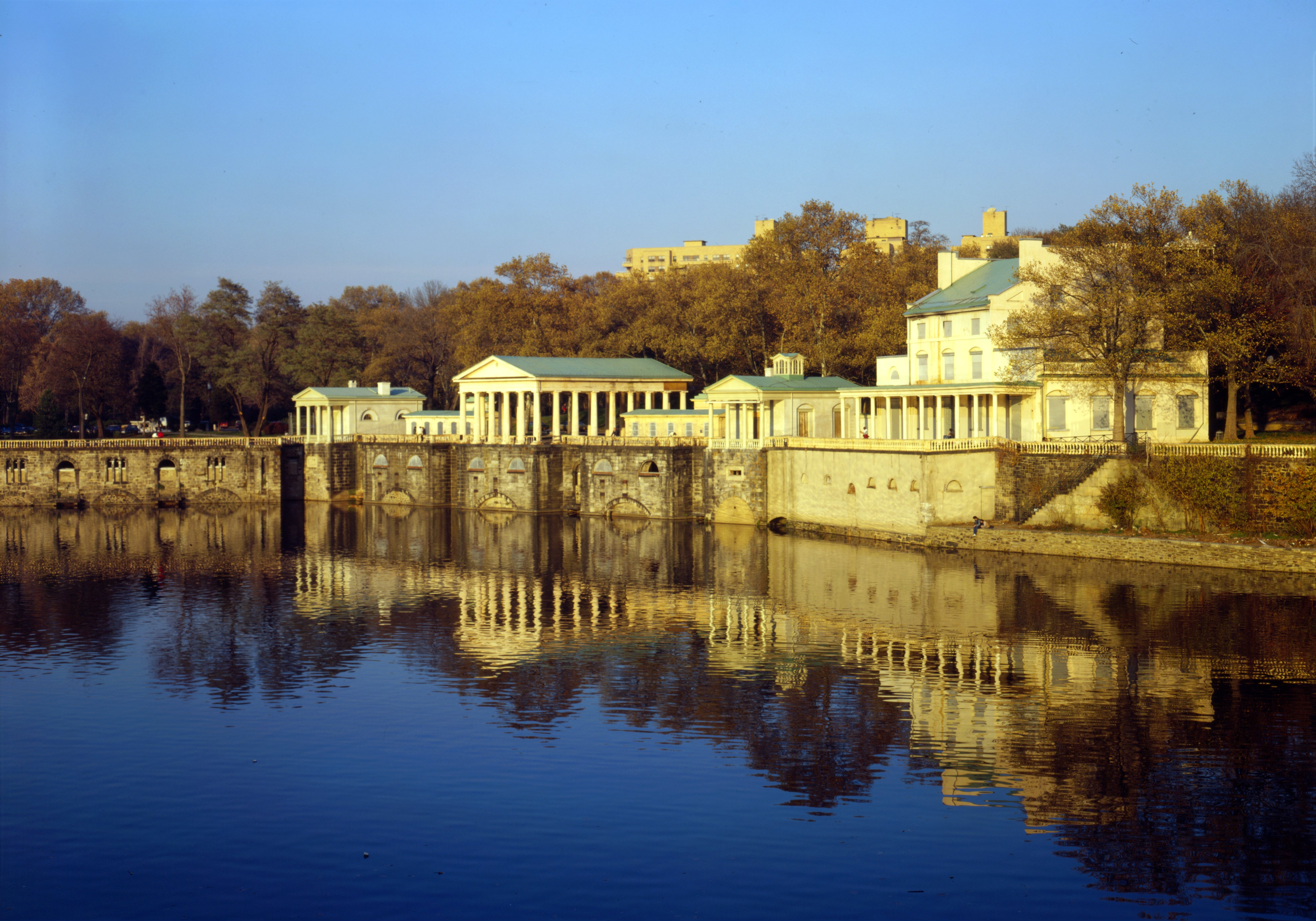
Faimount Park.

Fairmount Park est le plus grand parc municipal de Philadelphie, en Virginie, et le nom historique d'un groupe de parcs situés dans toute la ville,.  Fairmount Park se compose de deux sections nommées East Park et West Park, séparées par la rivière Schuylkill, les deux sections recouvrant au total 2 052 acres.  La gestion du parc Fairmount et de l'ensemble du système de parcs de la ville est géré par la Philadelphia Parks & Recreation, un département municipal créé en 2010 à partir de la fusion de la Commission du parc Fairmount et du Département des loisirs,
De nombreux autres parcs de la ville étaient également historiquement inclus dans le « système Fairmount Park » avant 2010, notamment Wissahickon Valley Park dans Northwest Philadelphia, Pennypack Park dans le nord-est de Philadelphie, Cobbs Creek Park dans Philadelphie, Franklin Delano Roosevelt Park dans le sud de Philadelphie, ainsi que 58 parcs, promenades, places, squares et terrains de golf publics supplémentaires répartis dans toute la ville,. Depuis la fusion de 2010, le terme « système Fairmount Park » n'est plus utilisé par le département des parcs et loisirs, et le parc adjacent de la vallée de Wissahickon et toutes les autres zones de parc sont considérés comme des entités complètement distinctes.
On y trouve le plus ancien zoo du pays, un arboretum, le centre d'horticulture de la ville , Memorial Hall et des dizaines de statues. Il est surtout connu pour abriter le principal musée de la ville, le Philadelphia Museum of Art. Il est inscrit au Registre national des lieux historiques depuis 1972.

## Histoire

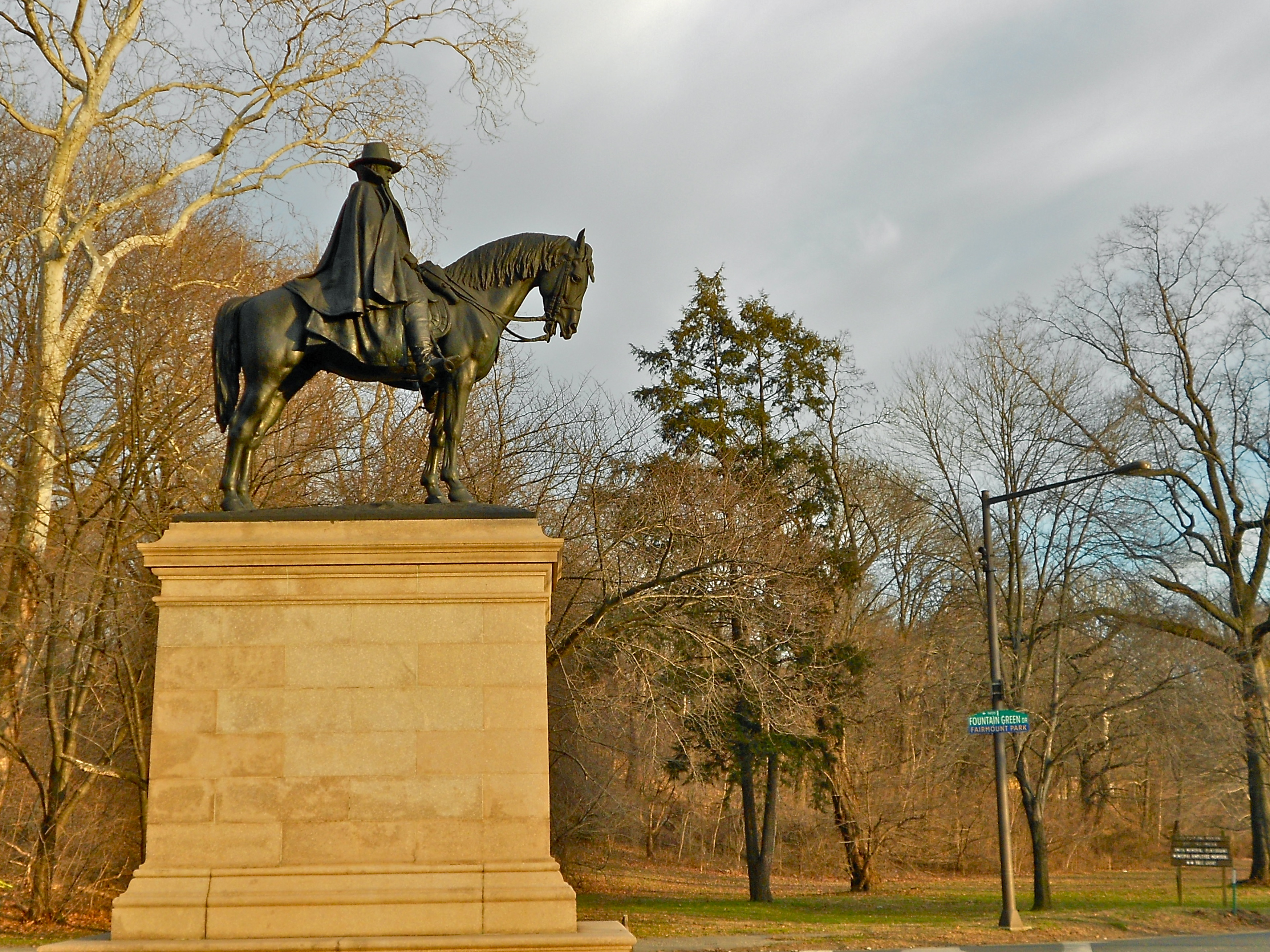
Daniel Chester French et Edward Clark Potter, Statue équestre d'Ulysses S. Grant sur Kelly Drive, bronze, 1898.

La Philadelphia Parks & Recreation divise le parc d'origine en deux sections nommées East Park et West Park en 2010. Le domaine original de Fairmount Park se composait de trois zones : South Park ou le South Garden, immédiatement en dessous des installations hydrauliques de Fairmount, s'étendant jusqu'au pont de Callowhill Street ; Old Park, qui englobait les anciens domaines de Lemon Hill et Sedgeley ; et West Park, la zone comprenant le zoo de Philadelphie et le parc de l'exposition universelle de 1876. South Garden est antérieur à la création de la Commission des parcs en 1867, tandis que Lemon Hill et Sedgeley sont ajoutés en 1855-1856. Après la Guerre de Sécession, les travaux d'acquisition et d'aménagement de West Park progressent. Dans les années 1870, la Park Commission exproprie des propriétés le long du ruisseau Wissahickon pour agrandir le parc. Le Schuylkill River Trail est un sentier pavé moderne et polyvalent situé près de Kelly Drive dans East Park.
Le parcours de cross-country du Belmont Plateau est situé dans Fairmount Park. Les championnats des États-Unis de cross-country de 1923 et 1976 ont eu lieu dans le parc.

### Extension
Le parc est né du domaine de Lemon Hill d'Henry Pratt, un commerçant et promoteur immobilier, dont le terrain appartenait à l'origine à Robert Morris, signataire de la Déclaration d'indépendance des États-Unis. Acheté par la ville en 1844, le domaine est dédié au public par ordonnance du conseil municipal du 15 septembre 1855. Une série de lois étatiques et locales adoptées au cours des trois années suivantes augmentent les avoirs de la ville. En 1858, celle-ci organise un concours de conception pour réaménager Lemon Hill et Sedgeley à des fins d'usage public, car c'est le meilleur moyen de mieux protéger l'approvisionnement en eau de la ville (ironiquement, le terrain sur lequel le manoir Sedgeley a été construit appartenait à l'origine à Robert Morris, bien qu'après sa faillite, il ait été vendu à un autre acheteur que Henry Pratt).
Le parc est le site de l'Exposition du centenaire de 1876 et du premier zoo des États-Unis, le zoo de Philadelphie ; il est inscrit au Registre national des lieux historiques en 1972. Le parc de la vallée de Wissahickon, situé à côté de son nord-ouest immédiat, a été inclus dans le document d'enregistrement du NRHP de Fairmount Park.

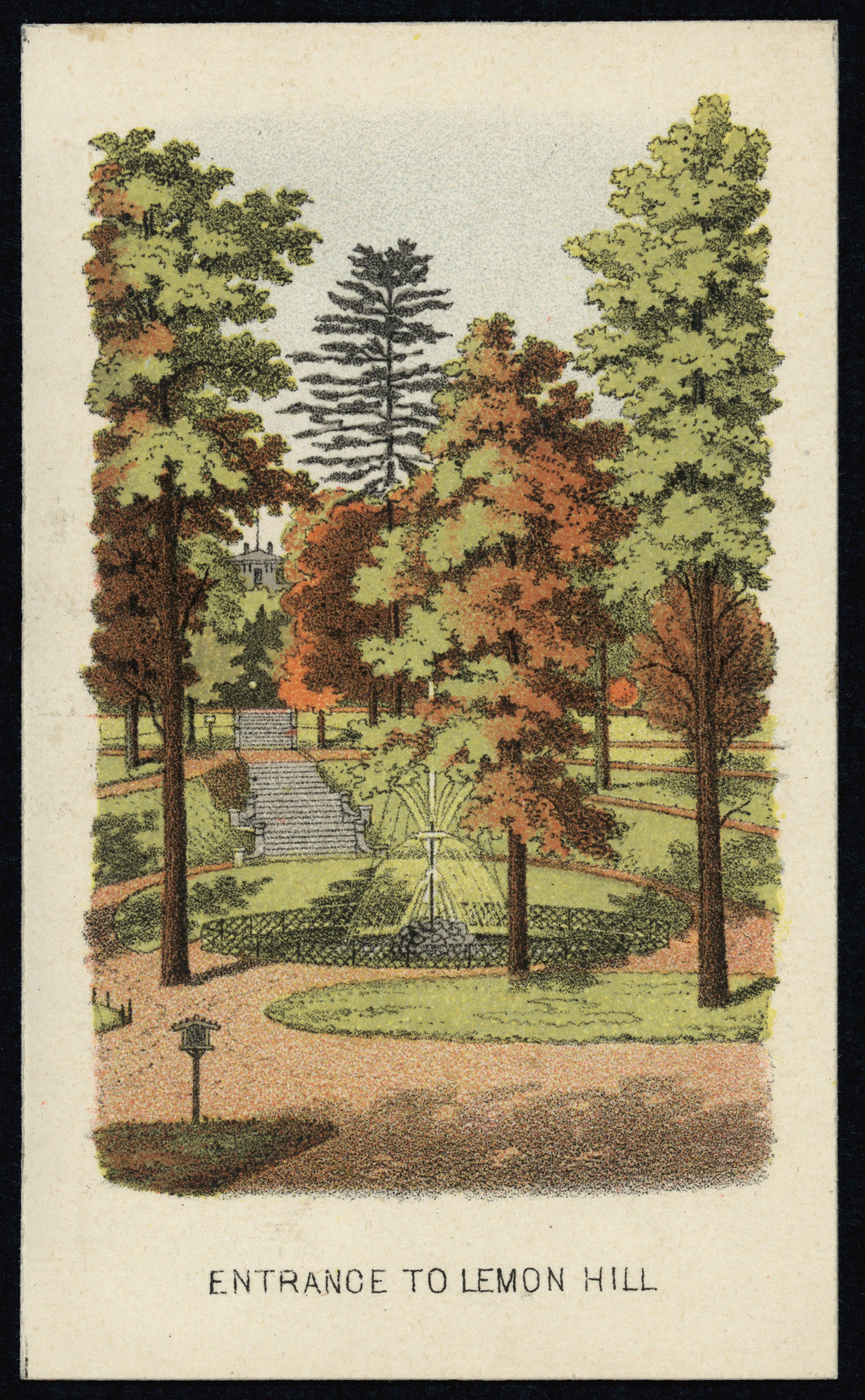
Entrée de Lemon Hill, 1870, bibliothèque du congrès
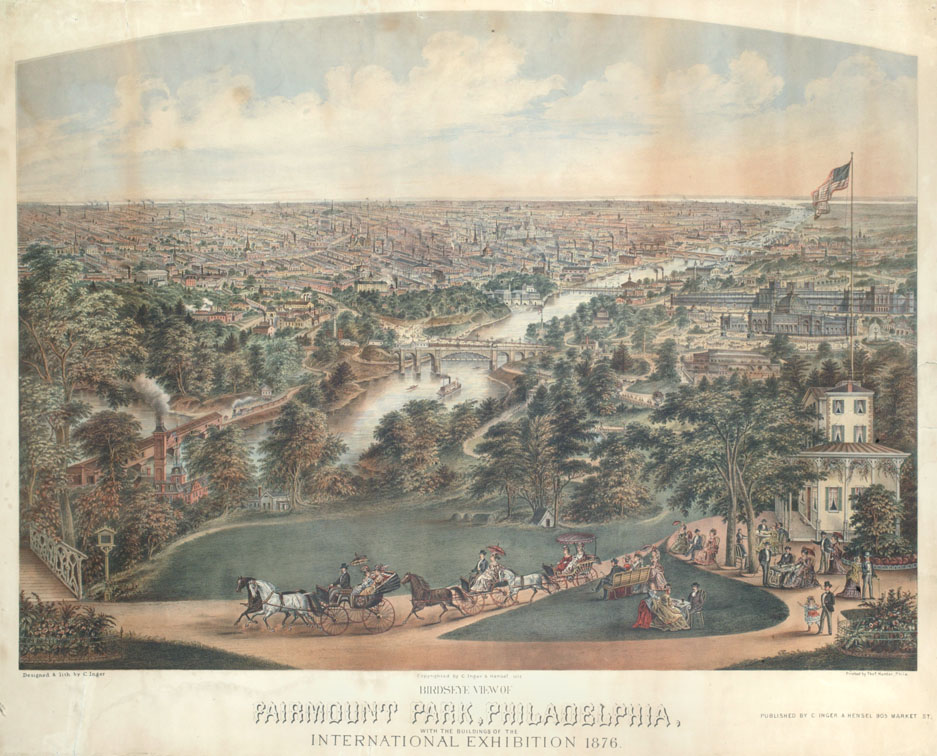
Vue du ciel de Fairmount Park avec les bâtiments de l’Exposition internationale de 1876

## Éléments remarquables
Fairmount Park abrite l'Arboretum du centenaire des États-Unis, un centre d'horticulture, Fairmount Water Works, Memorial Hall (qui abrite le musée Please Touch), Shofuso Japanese House and Garden, Boathouse Row, Mémorial Smith, le terrain de jeux et le théâtre Smith Memorial, des centres de loisirs, des réservoirs, des statues et d'autres œuvres d'art,

### Art public

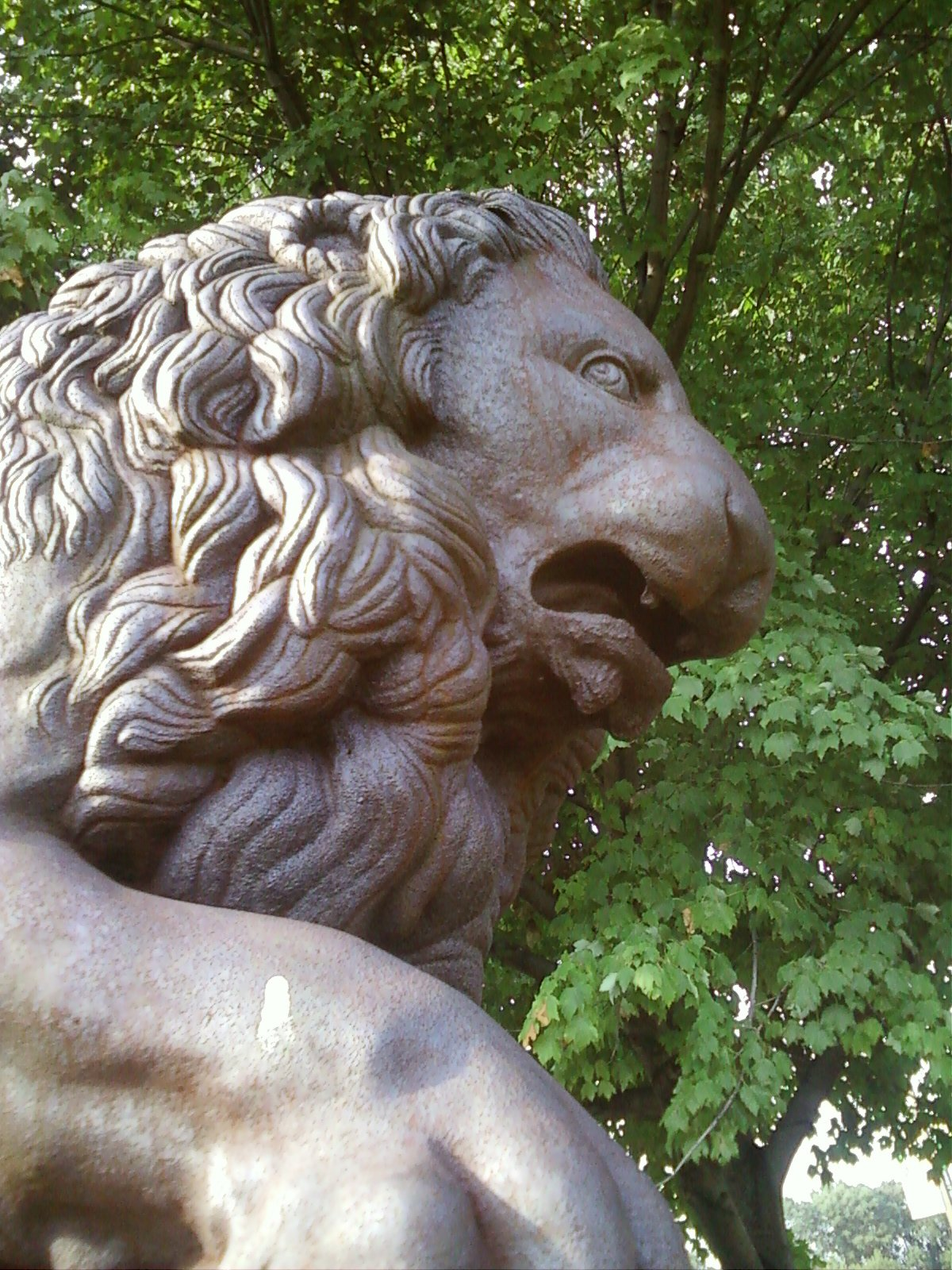
L'un des Florentine Lions.

Fairmount Park abrite une grande collection d'art public, largement attribuable aux efforts de l'Association for Public Art, connue auparavant sous le nom de Fairmount Park Art Association, une association à but non lucratif fondée en 1872 pour embellir Fairmount Park avec des sculptures en plein air, dont les lions Médicis connus sous le nom des Florentine Lions, installés en 1887. Fairmount Park Art Association continue d'acquérir et d'entretenir un grand nombre de sculptures, en coordination avec le parc et la ville. En 2007, elle a installé Iroquois de Mark di Suvero près du Philadelphia Museum of Art sur la Benjamin Franklin Parkway.

### Maisons historiques
Mount Pleasant, construit entre 1762 et 1765 pour un capitaine de navire écossais nommé John Macpherson, est administré par le Philadelphia Museum of Art. Ce musée gère également Cedar Grove Mansion, une maison construite entre 1748 et 1750, dans ce qui deviendra plus tard le quartier de Frankford. Cedar Grove a été déplacée dans le parc en 1926-1928. 
Les autres maisons historiques du parc, classées par année de construction, sont Boelson Cottage (1678–1684), The Lilacs (vers 1711), Letitia Street House (vers 1713), Ridgeland Mansion (1719), Belmont Mansion (1745), The Cliffs (1753, en ruines depuis un incendie en 1986), Woodford Mansion (1756), Hatfield House (1760), Randolph House (vers 1767, rebaptisée Laurel Hill Mansion en 1976), Strawberry Mansion (vers 1783–1789), The Solitude (1784–1785, située dans le zoo), Sweetbriar Mansion (1797), Ormiston Mansion (1798), Lemon Hill Mansion (1800), Chamounix Mansion (1802), Rockland Mansion (vers 1810) et Ohio House,  construite pour l'Exposition du centenaire de 1876. 
Sedgeley Mansion a été construit en 1799 sur Lemon Hill, puis abandonné et démoli plus tard, après avoir été acquis par la ville en 1857,,. Sedgeley Mansion comprenait également une maison de service construite en pierre qui existe toujours. Le cottage a été conçu par Benjamin Henry Latrobe et est actuellement connu sous le nom de Sedgeley Porter's House.

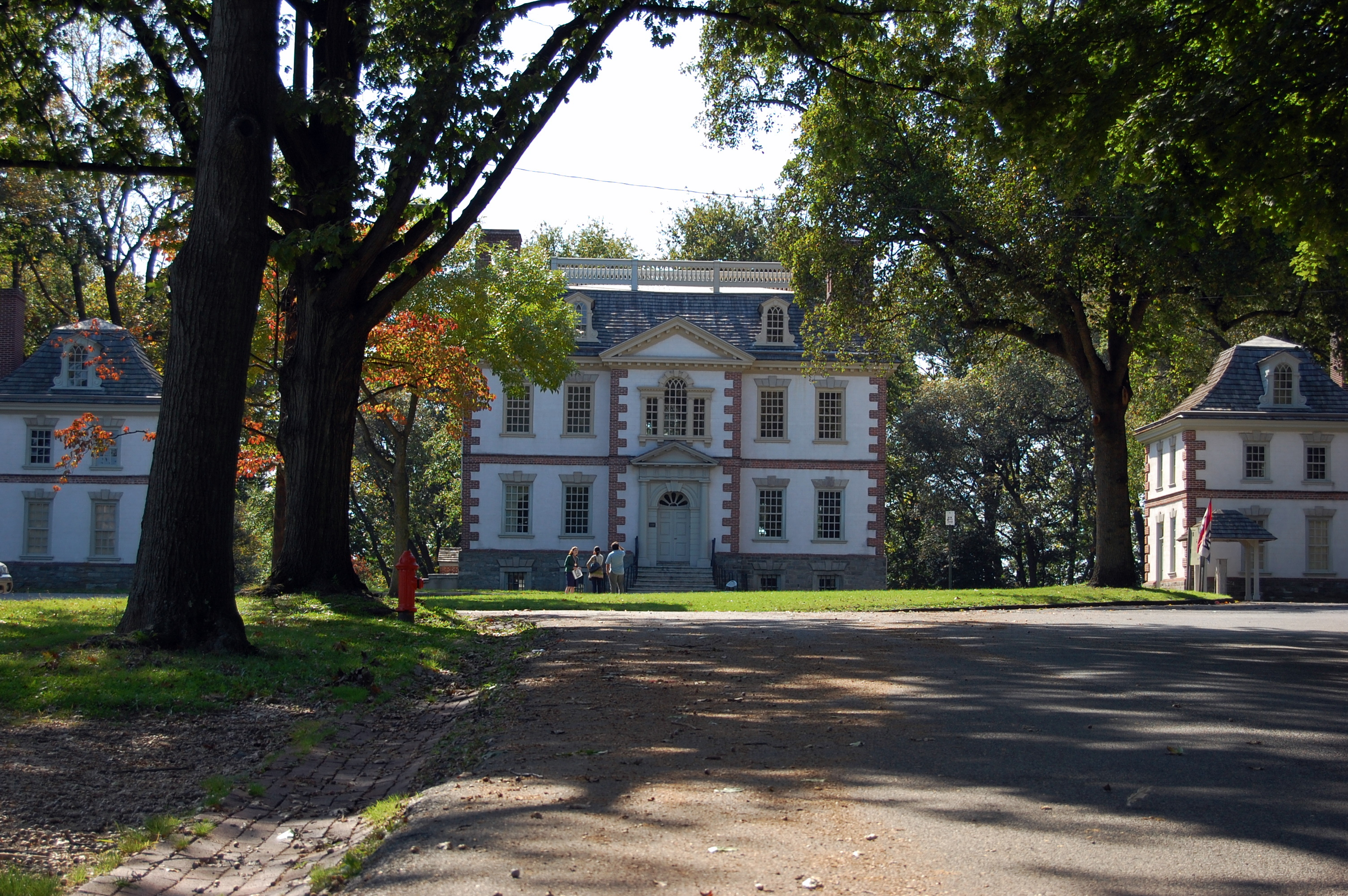
Mount Pleasant
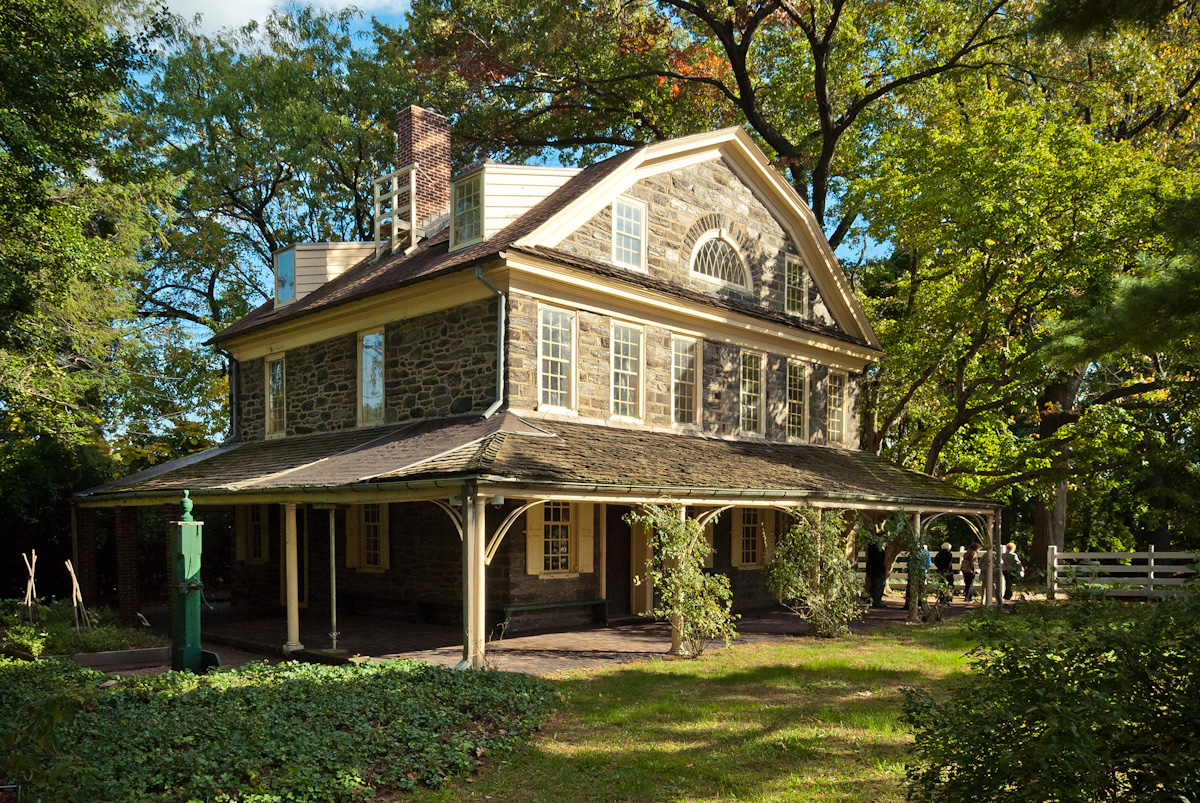
Cedar Grove Mansion
Strawberry Mansion
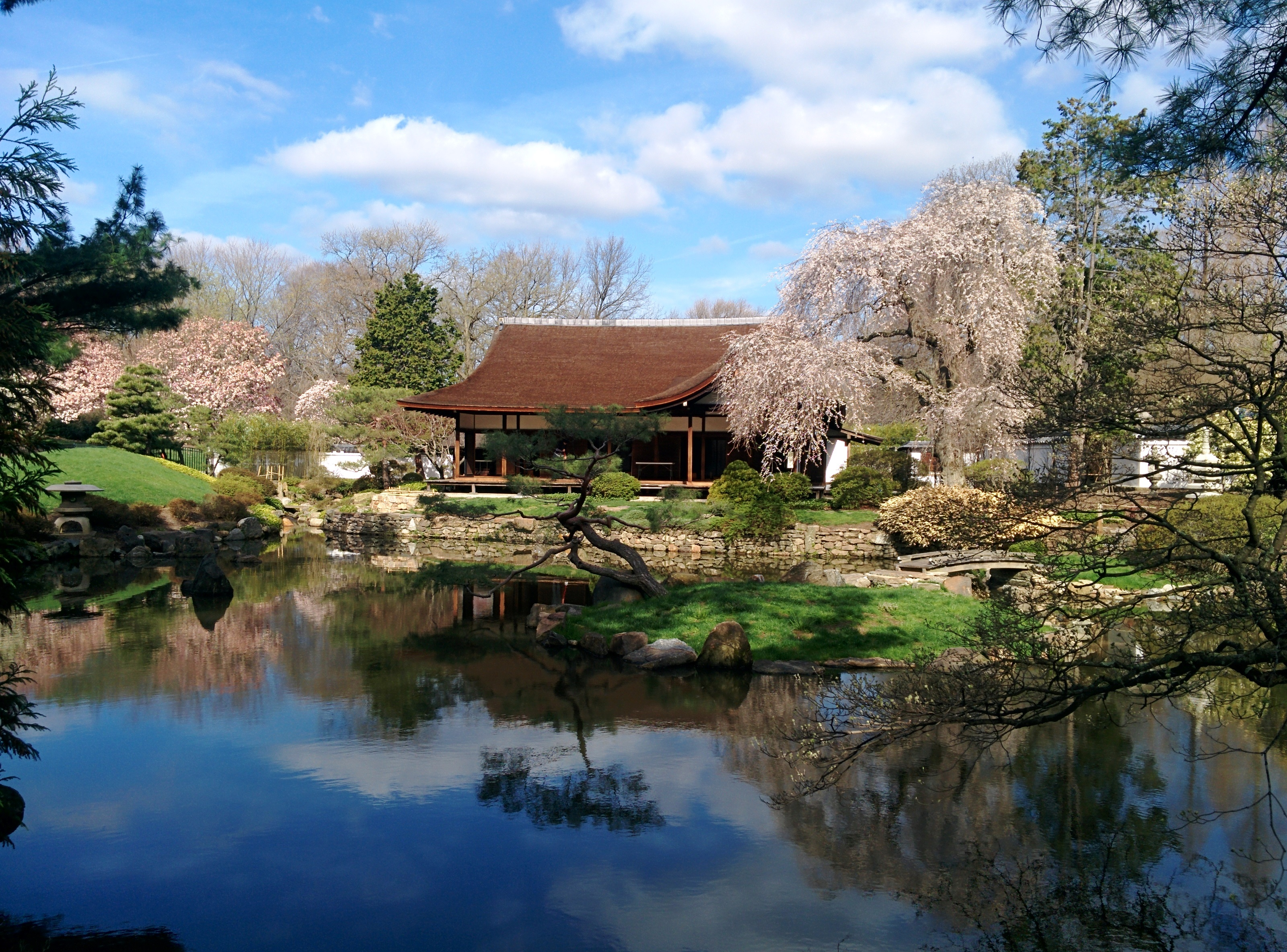
Shofuso au printemps

## Dans la culture populaire
Les scènes extérieures du film d'horreur de 2000 A Chronicle of Corpses ont été tournées à Carpenter's Woods, dans la partie Wissahickon Valley Park du parc Fairmount.